# The World Almanac and Book of Facts
The World Almanac and Book of Facts é uma obra de referência publicada nos EUA, desde 1868 até os dias de hoje. O livro é uma fonte de informações nas mais diversas áreas, citando sempre fatos e estatísticas curiosos, que tanto podem entreter ou ensinar o leitor a respeito de um determinado tema.
Facilmente encontrado em livrarias, colégios, supermercados, lojas de conveniência e outros estabelecimentos espalhados por todo os EUA, o almanaque é mais difícil de ser obtido em outras partes do mundo. Não obstante, o livro se tornou um best-seller, tendo se tornado a obra de referência mais vendida nos EUA, com a impressionante marca de 80 milhões de cópias vendidas.[carece de fontes?]

## História
A primeira edição do The World Almanac foi publicada no jornal New York World, em 1868. Em 1876, o almanaque parou de ser publicado, porém, quando Joseph Pulitzer comprou o New York World, em 1886, sua publicação voltou a circular no jornal.
Em 1894, o nome do alamanaque foi trocado para The World Almanac and Encyclopedia, sendo que, em 1923, o almanaque sofreu uma nova troca de nome, quando passou a se chamar The World Almanac and Book of Facts, nome que persiste até os dias atuais.
A partir de 1931 o almanaque passou a ser publicado pelo jornal New York World-Telegram, originado da fusão do New York World com o jornal da Companhia Scripps. O New York World-Telegram fechou em 1966, contudo, o almanaque conseguiu sobreviver ao colapso do jornal.
Em 1993, a Companhia Scripps vendeu os direitos do almanaque à Primedia, e alguns anos mais tarde, em 1999, a Ripplewood Holdings comprou o direito de publicar o almanaque. O livro passou a ser produzido pela World Almanac Education Group, depois que a Ripplewood comprou a Reader's Digest.
O The World Almanac foi adquirido pela Infobase Publishing, em 2009, e continua a ser publicado até hoje, anualmente.